# Souk El Ghzal

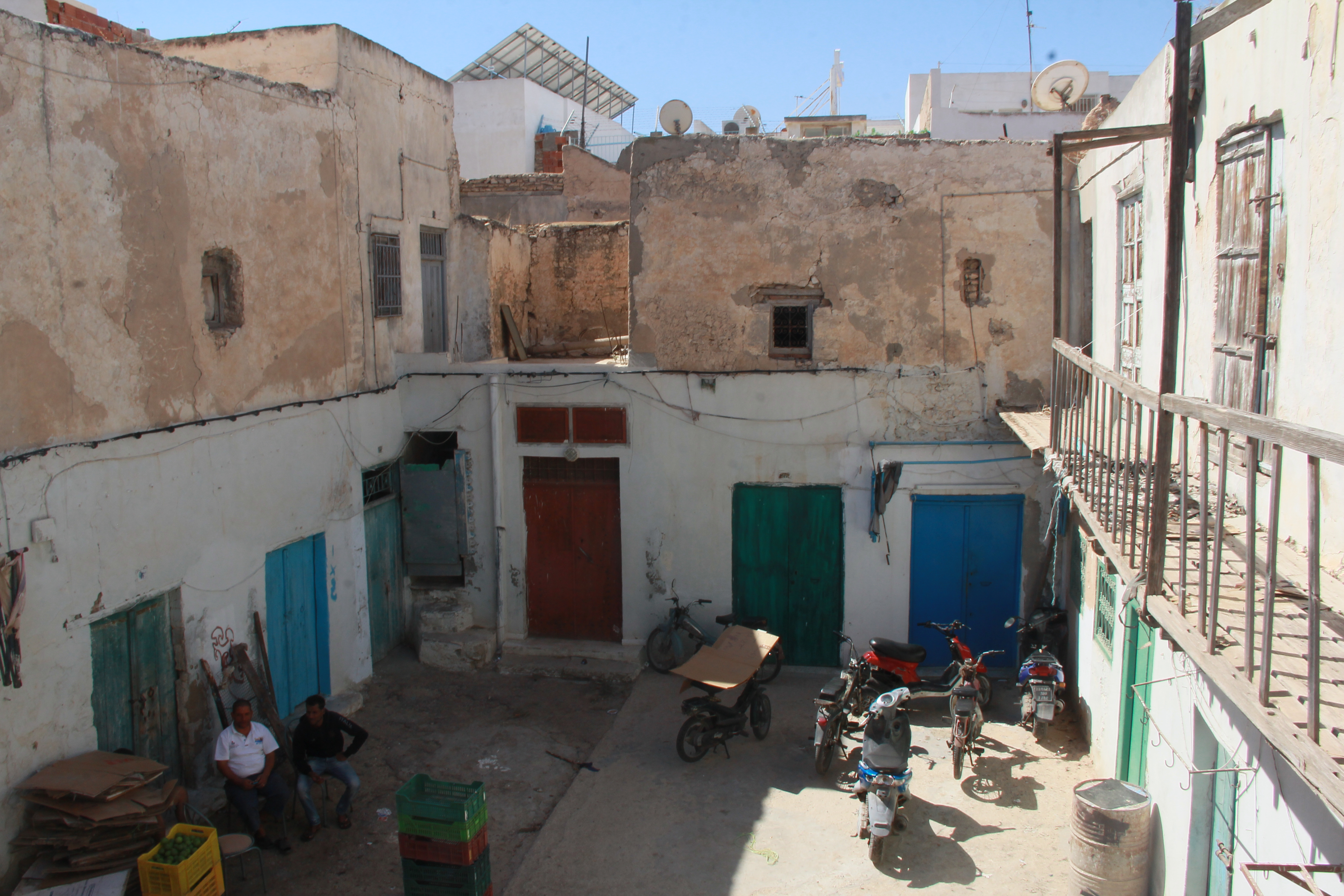
Souk El Ghzal

Le souk El Ghzal (arabe : سوق الغزل), dit aussi souk Ettoôma (arabe : سوق الطعمة), est l’un des souks de la médina de Sfax.

## Description
Le terme ghzal ou toôma désigne littéralement les « fils de trame », renvoyant à la spécificité de ce souk spécialisé dans la production de la laine, du coton et de la soie.
Connecté au souk Es Sabbaghine qui lui est complémentaire, le souk El Ghzal occupe un enclos à une seule entrée, constitué de boutiques surmontées d’ateliers de tissage.